# Kupletskite-(Cs)
La kupletskite-(Cs) è un minerale appartenente al supergruppo dell'astrofillite.